# イングリッド・クリステンセン
イングリッド・クリステンセン（ノルウェー語: Ingrid Christensen 1891年10月10日-1976年6月18日）は初期の極地探検家で、南極を望見し、女性として最初に上陸した。ノルウェー王太子ハラールに献名したプリンス・ハラルド海岸（南緯69度30分 東経36度0分 / 南緯69.500度 東経36.000度）の命名者でもある。 

## 前半生
母アルフヒルド・フレン・ダール（ノルウェー語: Alfhild Freng Dahl）、卸売業者で船主の父ソール・ダール（諾: Thor Dahl）の娘イングリッド・ダールとして生まれる。父は当時、ノルウェーのサンデフィヨルドで一、二を争う業者だった。 
ノルウェーの南極史家ハンス・ボルゲンは1955年、次のように述べた。「イングリッド・ダールは我々がノルウェー語で〈kjekk og frisk jente〉と呼ぶ人物像そのものである。生来、進取の気質とユーモア、大胆不敵さを備え、幼少期から同世代の女性のリーダー格であり続けるという、現代女性に通じる姿である」。
ダールは1910年にラース・クリステンセンと結婚、6人の子供をもうけた。この結婚で地元サンデフィヨルドの、最も有力な船主の2つの家が結ばれている。 

## 南極探検
1931年、ラース・クリステンセン遠征隊はイングリッド・クリステンセンとマチルデ・ウェガー（Mathilde Wegger）を伴って捕鯨船で出航し、1931年2月5日に南極大陸の岬が見え、クリステンセンとウェガーは南極大陸を最初に見た女性になった。船員たちがその岬を砲手にちなんで「ビェルコ岬」（Bjerkö Peninsula 南緯67度49分59.9秒 東経69度30分0.0秒 / 南緯67.833306度 東経69.500000度）と命名。同時期に大英帝国領オーストラリア・ニュージーランド南極調査探検（BANZAREで現地にいたダグラス・モーソンは、ノルウェー船に乗船する女性2人を見かけたと本国に報告しており、おそらくクリステンセンとウェガーであろうと考えられる。モーソンはオーストラリアの通信社に帰着すると次のように打電した。「（前略）甲板に現れた2人のご婦人はきちんとした身なりで装い、その劇的な出現にはまったく驚き興奮した。実にユニークな経験をしている最中であり、おそらく彼女達こそ自身の性別で最初に南極大陸を訪れるであろうという事実は、多くのメリットをもたらすであろう。
クリステンセンは1933年の航海にインゲビョル・リレモル・ラクリュー（Ingebjørg Lillemor Rachlew）を伴った。日記をつけ写真を撮影した人物である。この時は南極上陸を果たせなかったが、写真はラース・クリステンセンの著書に掲載された。翌1934年にかけ、クリステンセン自身にとって3度目の南極行にインゲビョル・ディーデチェン（Ingebjørg Dedichen）を同伴する。またしても着岸は実現しなかったものの、大陸をほぼ全周した。
同じ1934年から1935年にはデンマーク出身のカロリン・ミケルセン（クラリウス・ミケルセン大尉の妻）が南極へ航海し、最近まで、女性で初めて1935年2月20日に南極大陸に上陸したと考えられていた。実際には上陸地はトリン諸島という島であったと解明され、女性で初めて南極の大陸部に足を下ろしたのはクリステンセンであると見なされている。
1936年から37年にかけて、クリステンセンは「4人のレディー」と称し、娘のオーガスタ・ソフィー・クリステンセンのほか、リレモール・ラクリュー（Lillemor Rachlew）、ソルベイグ・ヴィデロー（Solveig Widerøe）と4回目の航海に出発する。南を目指す最後の旅の途中、とある湾で海嶺を「フォー・レディース・バンク」（Four Ladies Bank（ドイツ語） 南緯67度30分 東経77度30分 / 南緯67.500度 東経77.500度）と命名する。船に搭載した飛行機に同乗し、南極大陸上空を飛んだクリステンセンは、空から南極を見た初の女性になる。ラース・クリステンセンは1937年1月30日の日記に、イングリッド・クリステンセンがスカリン・モノリスに上陸したと書き入れた。「4人のレディー」の先頭を切って女性で初めて南極本土に足を踏み入れ、残る3人がその後に続いたと記録した。

## 栄誉栄典

聖オーラヴ勲章第1級騎士章

1998年と2002年にカロリン・ミケルセンの上陸地点を調査した極地研究者は、南極本土ではなくトリン諸島であったと結論付けた。他の調査で1937年1月30日にクリステンセンが初めてスカリン・モノリスに下りたったことが確認され、南極本土に足を踏み入れた初の女性はイングリッド・クリステンセンであると公認された。南極大陸の海岸線の複雑さゆえの取り違えであり、2000年代に入ってその複雑さを定量的に把握する研究がようやく始まった。

### クリステンセン南極探検における役割
クリステンセンは、夫の南極探検で大きな役割を果たした。ノルウェーの雑誌『Verden I Bilder』（写真で見る世界）創刊号の巻頭特集に寄稿した考古学者ヴァルデマー・ブレガーは、次のように評した。
嵐でも悪天候でも、好天でも喜びの時も、ラースとイングリッドは2人で同じゴールを目指し、遠くの目標から目をそらさず、到達するまで決してあきらめなかった……。探査に占めるイングリッド・クリステンセンの役割は補佐ではなく、信じられないほど豪胆で恐れを知らない性格を発揮した。それはまさに、航空機からノルウェー国旗を投げ落とした人物こそ彼女であったことに象徴されている。—

### 聖オーラヴ勲章
第二次世界大戦中、アメリカで公に働きかけノルウェーの大義に貢献しことに対し、クリステンセンは1946年にノルウェーの騎士に叙され、聖オーラヴ勲章第1級騎士章を授与された。

## 遺産

### 南極の地名
東南極にはイングリット・クリステンセン海岸（南緯69度30分 東経77度0分 / 南緯69.500度 東経77.000度）がある。1935年にこの海岸を発見したクラリウス・ミケルセンが献名した。

### 小説
南極へ向かったクリステンセンの4回の探検は、2013年に小説『Chasing the Light』に描かれた。

## 著作
- Frøken Flirt.（デンマーク語） コペンハーゲン：Hasselbalch、1924年。OCLC 464912992。
- Fru Mortensens udvalgte Gardinprædikener.（デンマーク語） コペンハーゲン："Bog og Blad"、1929年。OCLC 468374550。

## 参考文献

## 関連資料